# Tu-4
Tu-4 (ros. Ту-4) – radziecki bombowiec strategiczny, opracowany w biurze konstrukcyjnym Andrieja Tupolewa, kopia amerykańskiego bombowca Boeing B-29 Superfortress. Służył w Radzieckich Siłach Powietrznych od późnych lat czterdziestych do lat sześćdziesiątych XX w.

## Konstrukcja
Pod koniec II wojny światowej Związek Radziecki posiadał niewielką liczbę ciężkich bombowców Pe-8 do prowadzenia bombardowań strategicznych. Widząc łatwość, z jaką amerykańskie samoloty operujące z odległych baz zrzucały bomby na terytorium Japonii, Józef Stalin nakazał rozpoczęcie prac nad nowym bombowcem strategicznym. 

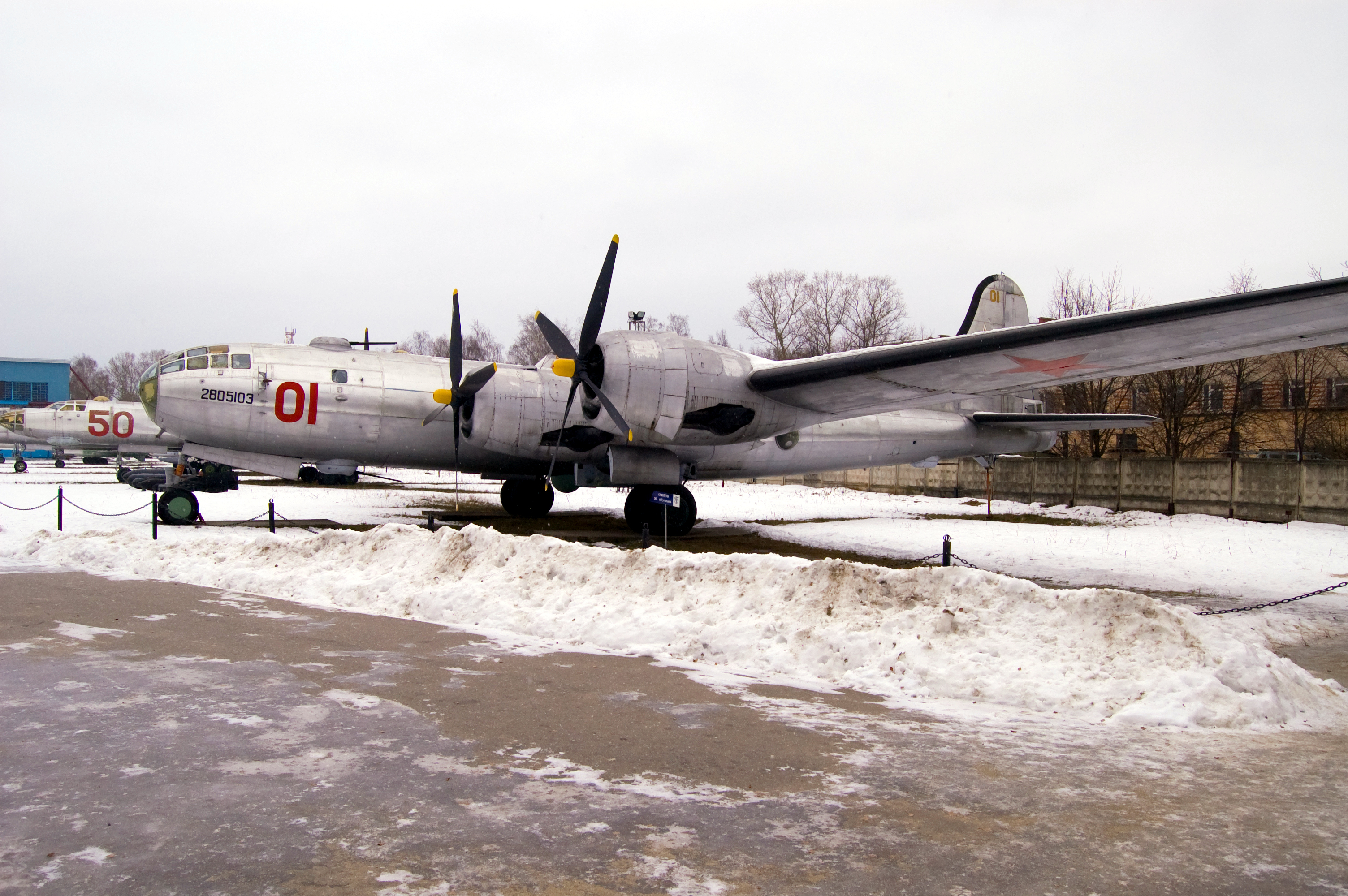
Tu-4 w muzeum w Monino

W 1945 roku trzy amerykańskie bombowce Boeing B-29 Superfortress awaryjnie wylądowały na terytorium radzieckim. Maszyny zostały internowane i przekazane do badań w Biurze Konstrukcyjnym Tupolewa. Maszyny skopiowano tak dokładnie, jak to było możliwe. W rezultacie powstał bombowiec Tu-4 (w kodzie NATO: Bull), oblatany 19 maja 1947 roku. Maszyna weszła do służby w roku 1948. Trapiło ją wiele problemów rozwojowych, co wynikało z braku znajomości technologii wykonania samolotu tej klasy, innymi normami, czy wreszcie innym systemem miar (zamiana cali na system metryczny). Przysporzyło to wielkich problemów w Biurze Tupolewa. Jego wejście do służby poważnie zaniepokoiło amerykańskich strategów – samolot mógł osiągnąć cele położone głęboko na terytorium USA i przenieść opracowaną przez Rosjan w 1949 roku bombę atomową. Potencjalne zagrożenie ze strony Tu-4 było bezpośrednim impulsem do opracowania przez Amerykanów rozbudowanego systemu obrony powietrznej własnego terytorium – w 1957 roku przemianowanego na NORAD.

## Użycie samolotu

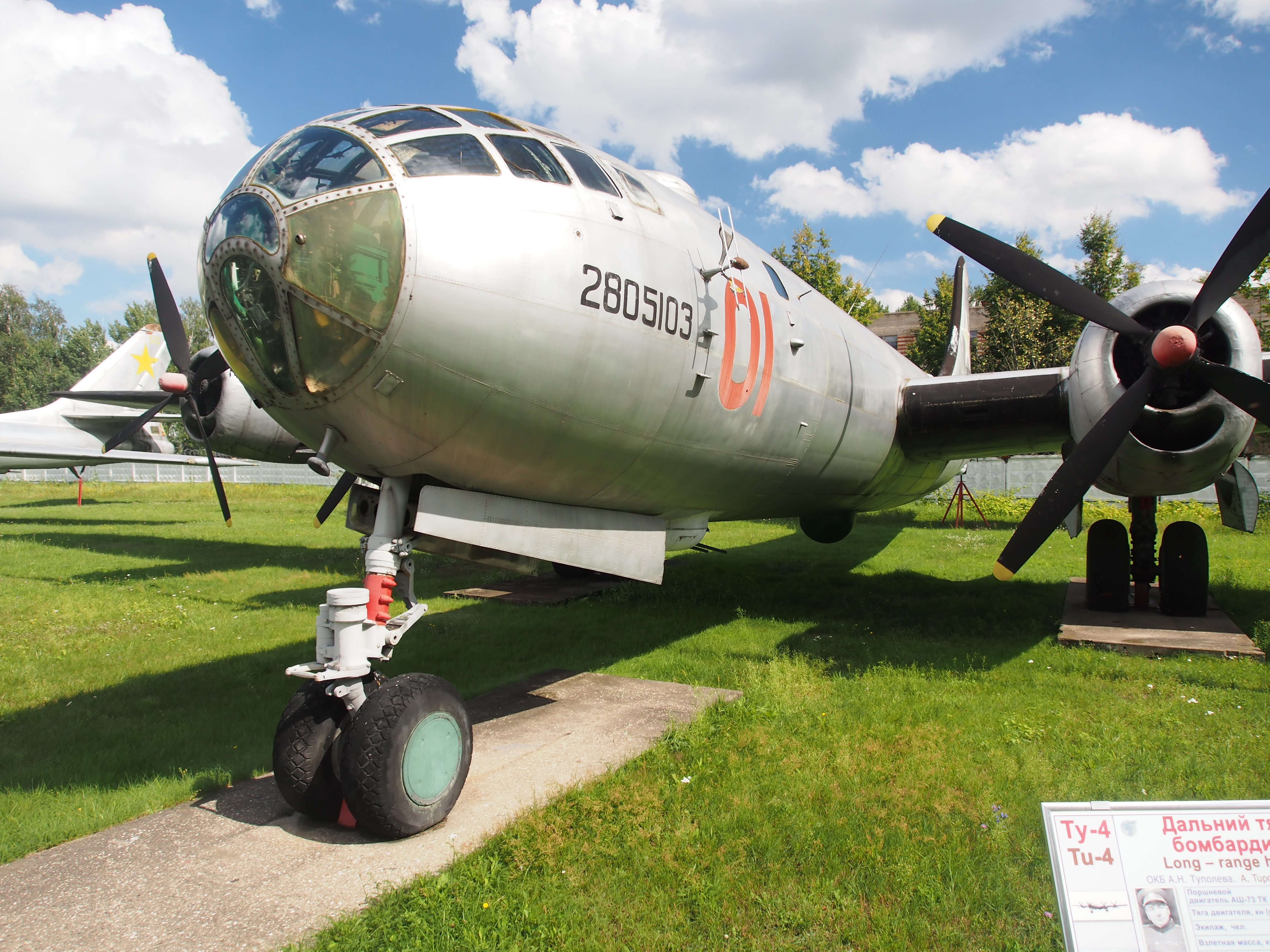
Tu-4 w muzeum w Monino

Do zakończenia produkcji w roku 1953, w ZSRR zbudowano 847 samolotów bombowych Tu-4. Maszyny te trapiły liczne usterki, przez co nie były lubiane przez załogi. Osiągi były niższe niż w B-29, przyczyniły się do tego m.in. gorsze, ulegające częstym awariom silniki.  Choć radzieckich maszyn nigdy nie wykorzystano w walce, przyczyniły się do gwałtownego rozwoju radzieckiego programu budowy bombowców strategicznych. W 1954 roku, właśnie z Tu-4 zrzucono bombę atomową na poligonie tockim koło Orenburga. 
Samoloty Tu-4 wycofano ze służby w latach sześćdziesiątych i zastąpiono nowocześniejszymi Tu-16 i Tu-95. Część maszyn przekazano Chinom. Według niektórych źródeł, kilkanaście Tu-4 do dzisiaj pozostaje na wyposażeniu Chińskich Sił Powietrznych.  
Planowano kilka wersji rozwojowych – zarówno zaawansowane warianty bombowe (Tu-80 i Tu-85), jak i samolot pasażerski Tu-70 i transportowy Tu-75, lecz nie weszły do produkcji.